# Ruidera
Ruidera – gmina w Hiszpanii, w prowincji Ciudad Real, w Kastylii-La Mancha, o powierzchni 39,2 km². W 2011 roku gmina liczyła 587 mieszkańców.